# U-393
Unterseeboot 393 foi um submarino alemão do Tipo VIIC, pertencente a Kriegsmarine que atuou durante a Segunda Guerra Mundial.

## Comandantes
| Comandante                   | Data                                         |
| ---------------------------- | -------------------------------------------- |
| Oblt. Alfred Radermacher     | 3 de julho de 1943 - 30 de setembro de 1944  |
| Oblt. Walter Zenker          | 1 de outubro de 1944 - 13 de janeiro de 1945 |
| Oblt. Joachim Seeger         | 14 de janeiro de 1945 - abril de 1945        |
| Oblt. Friedrich-Georg Herrle | abril de 1945 - 4 de maio de 1945            |

## Subordinação
Durante o seu tempo de serviço, esteve subordinado às seguintes flotilhas:
| Período                                     | Flotilha                                    |
| ------------------------------------------- | ------------------------------------------- |
| 3 de julho de 1943 - 31 de outubro de 1944  | 5. Unterseebootsflottille (treinamento)     |
| 1 de novembro de 1944 - 31 de março de 1945 | 14. Unterseebootsflottille (trial boat)(eb) |
| 1 de abril de 1945 - 5 de maio de 1945      | 5. Unterseebootsflottille (treinamento)     |